# 社会排斥
社会排斥（英語：Social exclusion）这个词汇初始于法国，指被排除在社會保險制度之外的人口，而后广泛用于英国以至在欧洲的语境中。其可运用于不同的领域中，比如心理学、教育学、政治学、经济学以及社会学。
当权利、机会和资源，这些通常意义上每个公民都应享有从而是社会融合的关键因素，但某些人，或某些团体却不能接触，被阻隔及剝奪原本該享有的权利、机会和资源的过程就是社会排斥，這可應用於包括對少數族裔、身心障礙、毒品使用者、LGBT人士等。
社會排斥不僅會對被排斥的人造成負面影響，也會造成社會成本，據估計，光是在英國，每個被排除、孤立的人，平均會對整個社會造成37,000英鎊的損失，且這個數字可能還是被嚴重低估的。